# بيل كلارك
بيل كلارك (بالإنجليزية: Bill Clarke)‏ (1 يناير 1880 في المملكة المتحدة - ) هو لاعب كرة قدم بريطاني (وحمل سابقاً جنسية المملكة المتحدة لبريطانيا العظمى وأيرلندا) في مركز الدفاع. لعب مع شيفيلد يونايتد ونادي ساوثهامبتون ونادي نورثامبتون تاون ونادي كيترينغ تاون.